# کاترپیلار انرژی سلوشنز

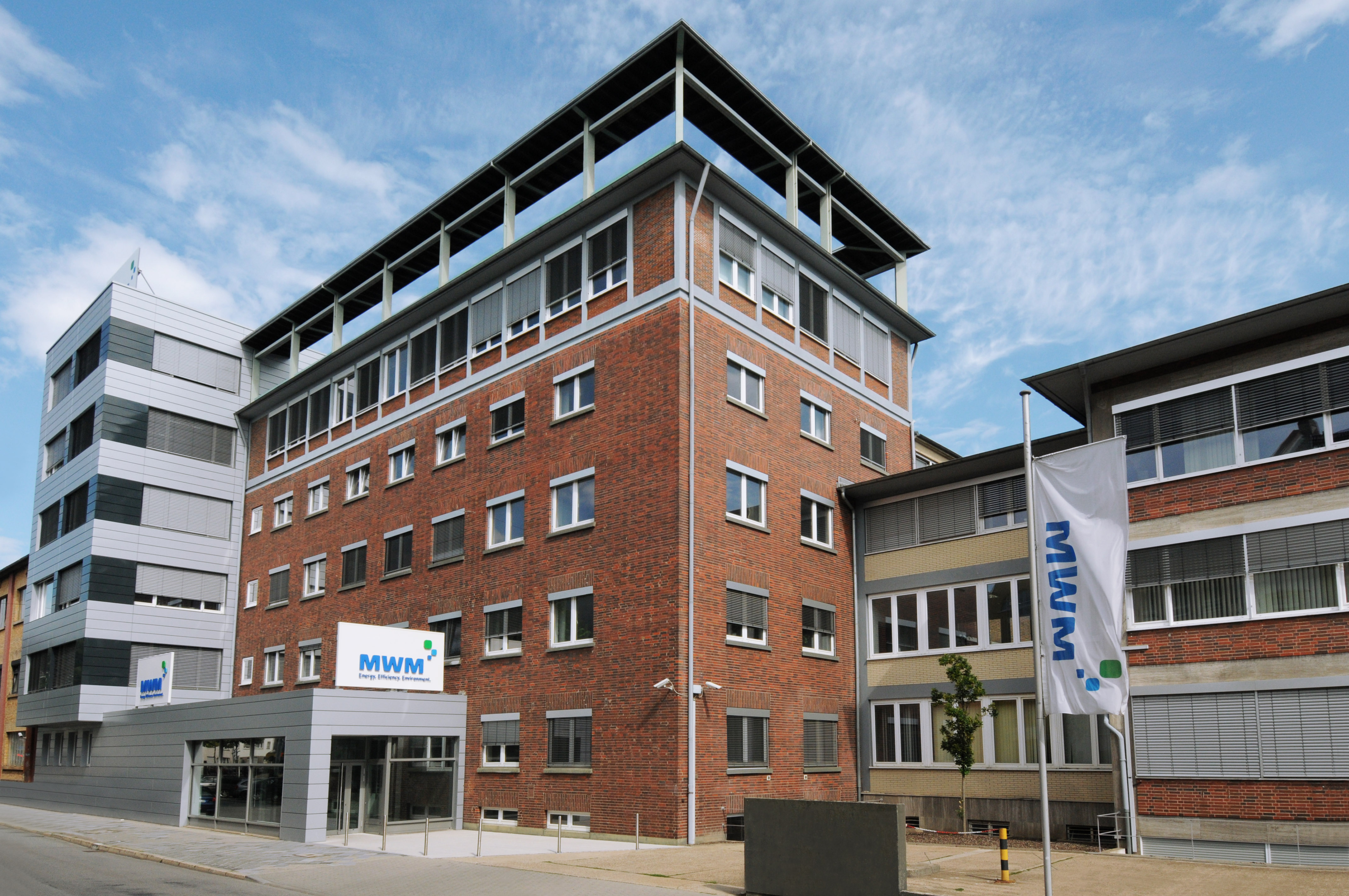
دفتر مرکزی کاترپیلار انرژی سلوشنز در مانهایم، آلمان

کاترپیلار انرژی سُلوشِنز یا ام‌دابلیوام (که پیش‌تر دویتس پاور سیستمز نامیده می‌شد) یک شرکت مهندسی مکانیک است که در مانهایم، بادن-وورتمبرگ، آلمان قرار دارد. این شرکت برای سال‌های بسیاری به عنوان موتورِن-وِرکه مانهایم (MWM) شناخته می‌شد. در سال ۲۰۰۹، این شرکت سومین تولیدکننده موتورهای گازی و دیزل برپایه درآمد بود.